# Forcipomyia imparidentes
Forcipomyia imparidentes är en tvåvingeart som beskrevs av Debenham 1987. Forcipomyia imparidentes ingår i släktet Forcipomyia och familjen svidknott.
Artens utbredningsområde är Fiji. Inga underarter finns listade i Catalogue of Life.